# Benito Bonifaz
Benito Bonifaz (Arequipa, 1 de junio de 1832 - 7 de marzo de 1858) fue un poeta y militar peruano. Fue conocido como "El Tirteo arequipeño".

## Biografía
Fue hijo de Narciso Bonifaz y María Febres. Estudió en el Colegio Nacional de la Independencia Americana, de su ciudad natal. Culminados sus estudios en 1852, se trasladó a Lima, para seguir la carrera militar. Se incorporó a un cuerpo de artillería de línea. 
Se sumó a la revolución liberal acaudillada por el general Ramón Castilla en 1854, participando en la batalla de La Palma, librada en las afueras de Lima, el 5 de enero de 1855. En agosto de ese año fue puesto en prisión al ser acusado de actividades sediciosas; y, alejado ya de Castilla, secundó la revolución que inició en Arequipa el general Manuel Ignacio de Vivanco. Apoyó a la causa revolucionaria con viriles poesías y discursos fogosos, muy emotivos, que enardecieron a los arequipeños. 
Cuando Arequipa fue sitiada y atacada, el ya entonces teniente coronel Benito Bonifaz asumió el comando en el llamado Fuerte “Malakoff”, hacia el cual convergieron los mayores ataques del adversario, muriendo de un balazo que le atravesó la tráquea el 7 de marzo de 1858. 

## Obra poética
Sus poesías, tan inspiradas como correctas, han sido recopiladas en el libro Lira Arequipeña (1889). A continuación, algunas de sus estrofas inspiradas y llenas de brío:

¿Los veis lanzarse a la pelea

con la serenidad de los valientes? 

Son los hijos del Misti, los ardientes
 
soldados del honor.

¿Los veis marchar con la cabeza erguida

 en busca de la gloría o de la muerte?

Son los hijos del Misti, los de fuerte

y noble corazón.

¿Los veis allí pasadas las trincheras

cómo sus líneas en el campo tienden?

Son los hijos del Misti que defienden

el doméstico hogar.

¿Los veis en el combate cual despliegan
 
al ruido del cañón tanta osadía?

Son los hijos del Misti, los que un día

la Patria salvarán...

Los verdaderos hijos de este pueblo
 
que aman su libertad como su vida
 
cuya sangre real será vertida
 
a torrentes quizás,
 
antes que, con sus plantas, insolente

aquel, que la fortuna ha levantado

su recinto magnífico y sagrado

se atreva a profanar.

El Misti es el nombre de un volcán imponente a cuyos pies se alza la ciudad de Arequipa.